# Entente Sour El Ghozlane
Pour les articles homonymes, voir ESG.
Maillots
Actualités
Dernière mise à jour : 9 septembre 2023.
L'Entente Sour El Ghozlane (en arabe : وفاق سور الغزلان), plus couramment abrégé sous le nom de E. Sour El Ghozlane ou encore en ESG, est un club algérien de football fondé en 1912
 et basé dans la daïra de Sour El Ghozlane, dans la Wilaya de Bouira,

## Histoire
L'équipe de l'Entente Sportive de Sour El Ghozlane évolue en division 1 algérienne lors de la saison 1998-1999, une première et unique fois dans l'histoire du club, où lors de cette saison l'équipe se classe dernière du groupe Centre-Est, avec 3 victoires, 3 matchs nuls et 20 défaites.
L'ESG évolue plusieurs fois en D2 et D3 algérienne. Actuellement, le club évolue en Championnat d'Algérie en deuxième division D2.

## Personnalités du club

### Joueurs emblématiques
- Lamouri Djediat

## Identité du club

### Logo et couleurs
Depuis la fondation de l'Entente Sportive de Sour El Ghozlane, ses couleurs sont toujours Bleus.

## Parcours

### Classement en Championnat Par Année
- 1962-63 : D1, Critérium d'Honneur, Gr. II,5e
- 1963-64 : D2, Promotion d'Honneur Gr.Algérois,14e
- 1964-65 : D3, Promotion d'Honneur, ?e
- 1965-66 : D?, ?e
- 1966-67 : D4, Régional 1 ?e
- 1967-68 : D4, Régional 1 ?e
- 1968-69 : D4, Régional 1 ?e
- 1969-70 : D4, Régional 1 ?e
- 1970-71 : D4, Régional 1 ?e
- 1971-72 : D?, ?e
- 1972-73 : D?, ?e
- 1973-74 : D?, ?e
- 1974-75 : D?, ?e
- 1975-76 : D?, ?e
- 1976-77 : D?, ?e
- 1977-78 : D?, ?e
- 1978-79 : D?, ?e
- 1979-80 : D?, ?e
- 1980-81 : D?, ?e
- 1981-82 : D?, ?e
- 1982-83 : D?, ?e
- 1983-84 : D?, ?e
- 1984-85 : D?, ?e
- 1985-86 : D4, 1re
- 1986-87 : D3, Régional Centre Gr.c 1re
- 1987-88 : D2, Division 2 centre : 4e
- 1988-89 : D2, Division 2 centre : 14e
- 1989-90 : D3, Régional Centre, 12e
- 1990-91 : D3, Régional Centre, 4e
- 1991-92 : D2, Division 2 Centre, 7e
- 1992-93 : D2, Division 2 Centre, 2e
- 1993-94 : D2, Division 2 Centre, 12e
- 1994-95 : D2, Division 2 Centre, 7e
- 1994-95 : D2, Division 2 Centre, 5e
- 1994-95 : D2, Division 2 Centre, 10e
- 1997-98 : D2, Division 2 Centre, 4e
- 1998-99 :  D1, Gr.Centre-Est 14e
- 1999-00 : D3, National 2 Centre, 4e
- 2000-01 : D2, Division 1 Centre-Est, 12e
- 2001-02 : D2, Division 1 Centre-Est, 16e
- 2002-03 : D3, Régional 1 Centre, 9e
- 2003-04 : D3, Régional 1 Alger, 11e
- 2004-05 : D4, Régionale 1,?e
- 2005-06 : D4, Régionale 1,?e
- 2006-07 : D4, Régionale 1,?e
- 2007-08 : D3, Inter-régions Centre, 8e
- 2008-09 : D3, Inter-régions Centre, 4e
- 2009-10 : D3, Inter-régions Centre, 8e
- 2010-11 : D3, DNA Centre-Est, 14e
- 2011-12 : D3, DNA Centre, 10e
- 2012-13 : D3, DNA Centre, 7e
- 2013-14 : D3, DNA Centre, 16e
- 2014-15 : D4, Inter-Régions 16e
- 2015-16 : D5, Régionale 1, ?e
- 2016-17 : D5, Régionale 1, ?e
- 2017-18 : D5, Régionale 1, 1re
- 2018-19 : D4, Inter-régions Centre-Ouest, 3e
- 2019-20 : D4, Inter-régions, 1re
- 2020-21 : D3, Inter-régions, 1re
- 2021-22 : D3, Inter-régions, 1re
- 2022-23 : D2, Ligue 2 Amateur Centre Est,4e
- 2023-24 : D2, Ligue 2 Amateur Centre Est,15e
- 2024-25 : D3, Inter-régions, e

### Parcours de l'Entente de Sour El Ghozlane en coupe d'Algérie
| Saison  | Tour              | Matchs                  | Résultats     |
| ------- | ----------------- | ----------------------- | ------------- |
| 1962-63 | 1/16 finale       | RC Arbaâ                | 0-1           |
| 1963-64 | ?e T.R            | ?                       | ?             |
| 1964-65 | ?e T.R            | ?                       | ?             |
| 1965-66 | ?e T.R            | ?                       | ?             |
| 1966-67 | ?e T.R            | ?                       | ?             |
| 1967-68 | ?e T.R            | ?                       | ?             |
| 1968-69 | ?e T.R            | ?                       | ?             |
| 1969-70 | ?e T.R            | ?                       | ?             |
| 1970-71 | ?e T.R            | ?                       | ?             |
| 1971-72 | ?e T.R            | ?                       | ?             |
| 1972-73 | ?e T.R            | ?                       | ?             |
| 1973-74 | ?e T.R            | ?                       | ?             |
| 1974-75 | ?e T.R            | ?                       | ?             |
| 1975-76 | ?e T.R            | ?                       | ?             |
| 1976-77 | ?e T.R            | ?                       | ?             |
| 1977-78 | ?e T.R            | ?                       | ?             |
| 1978-79 | ?e T.R            | ?                       | ?             |
| 1979-80 | ?e T.R            | ?                       | ?             |
| 1980-81 | ?e T.R            | ?                       | ?             |
| 1981-82 | ?e T.R            | ?                       | ?             |
| 1982-83 | ?e T.R            | ?                       | ?             |
| 1983-84 | ?e T.R            | ?                       | ?             |
| 1984-85 | ?e T.R            | ?                       | ?             |
| 1985-86 | ?e T.R            | ?                       | ?             |
| 1986-87 | ?e T.R            | ?                       | ?             |
| 1987-88 | 1/16 finale       | USM El-Harrach          | 3-0           |
| 1988-89 | 1/16 finale       | E Sempac Tiaret         | 2-0           |
| 1989-90 | Non Jouée         | Non Jouée               | Non Jouée     |
| 1990-91 | 1/32 finale       | OM Médéa                | 2-1           |
| 1991-92 | ?e T.R            | ?                       | ?             |
| 1989-90 | Non Jouée         | Non Jouée               | Non Jouée     |
| 1993-94 | 4e T.R            | RC Arbaâ                | ?             |
| 1994-95 | 1/16 finale       | JJ Azzaba               | 1-0           |
| 1995-96 | 4e T.R            | NR Bou Smail            | 1-0           |
| 1996-97 | ?e T.R            | ?                       | ?             |
| 1997-98 | 1/64 finale       | NB Bou smail            | 2-1           |
| 1998-99 | 1/32 finale       | IRB Sidi M'hamed Benali | 3-1 AP        |
| 1999-00 | ?e T.R            | ?                       | ?             |
| 2000-01 | ?e T.R            | ?                       | ?             |
| 2001-02 | 1/32 finale       | AS Maghnia              | 1-0           |
| 2002-03 | 1/16 finale       | Hydra AC                | 1-0 But en Or |
| 2003-04 | ?e T.R            | ?                       | ?             |
| 2004-05 | 1/64 finale       | IB Khemis El Khechna    | 0_0 T.A.B     |
| 2005-06 | Avant Dernier T.R | CRB Dar El Beïda        | 3-1           |
| 2006-07 | 1/64 finale       | WR Bentalha             | 1-0           |
| 2007-08 | 1/32 finale       | MC Saida                | 1-1           |
| 2008-09 | Avant Dernier T.R | NARB Reghaia            | 2-1           |
| 2009-10 | 1/8 finale        | ASO Chlef               | 1-0           |
| 2010-11 | 1/64 finale       | NA Hussein Dey          | 2-1 A.P       |
| 2011-12 | Avant Dernier T.R | ES Kouba                | 2-2 t.a.b     |
| 2012-13 | Avant dernier T.R | Paradou AC              | ?             |
| 2013-14 | 1/64 finale       | JSM Cheraga             | 4-0           |
| 2014-15 | Avant dernier TR  | Gouraya Bejaia          | 3-2           |
| 2015-16 | ?e T.R            | ?                       | ?             |
| 2016-17 | 1/32 finale       | IS Tighenif             | 1-0 A.P       |
| 2017-18 | 1/32 finale       | CR Zaouia               | 1-1 T.A.B 5-4 |
| 2018-19 | Avant dernier TR  | USM El-Harrach          | 0-0 T.A.B     |
| 2019-20 | 1/32 finale       | CSA Marsa               | 2-0           |
| 2020-21 | COVID 19          | COVID 19                | COVID 19      |
| 2021-22 | COVID 19          | COVID 19                | COVID 19      |
| 2022-23 | 1/32 finale       | ASO Chlef               | 1-1 T.A.B 5-4 |
| 2023-24 | 1/32 finale       | Hydra AC                | 0-0 T.A.B 0-3 |
| 2024-25 | Non Engagé        | Non Engagé              | Non Engagé    |